# 慧解脫
慧解脫，佛教術語，阿羅漢有兩種：慧解脫及俱解脫，同樣都是透過佛法中解脫道的修行得證生死解脫的阿羅漢果證，皆可證有餘涅槃界、捨報後入無餘涅槃界，不受後有。

所不同的是，慧解脫的阿羅漢，巴利佛教三藏聖典與覺音註釋書不同，而北傳說一切有部也不同。沒有四禪八定是說一切有部及巴利註釋所傳，而未得八解脫之身證才是巴利聖典原說，如中部經。《人施設論》與《顯揚聖教論》卷3（1攝事品）的定義大致相同，即：「六慧解脫。謂已得諸漏無餘盡滅。未得八解脫身證具足住。七俱解脫。謂已得諸漏無餘盡滅。及於八解脫身證具足住。」（CBETA, T31, no. 1602, p. 493, c23-26）</ref>